# Universitatea Tehnică din München
Universitatea Tehnică din München (în germană Technische Universität München, prescurtat TUM sau TU München) este una dintre cele mai renumite universități din Europa și din lume. Instituția este situată în orașul München și este singura universitate tehnică din landul Bavaria. 
La Universitatea Tehnică din München oferta educațională cuprinde 142 de specialități. Domeniile cheie ale universității sunt atât științele naturale și inginerești cât și medicina.

## Facultăți și campusuri

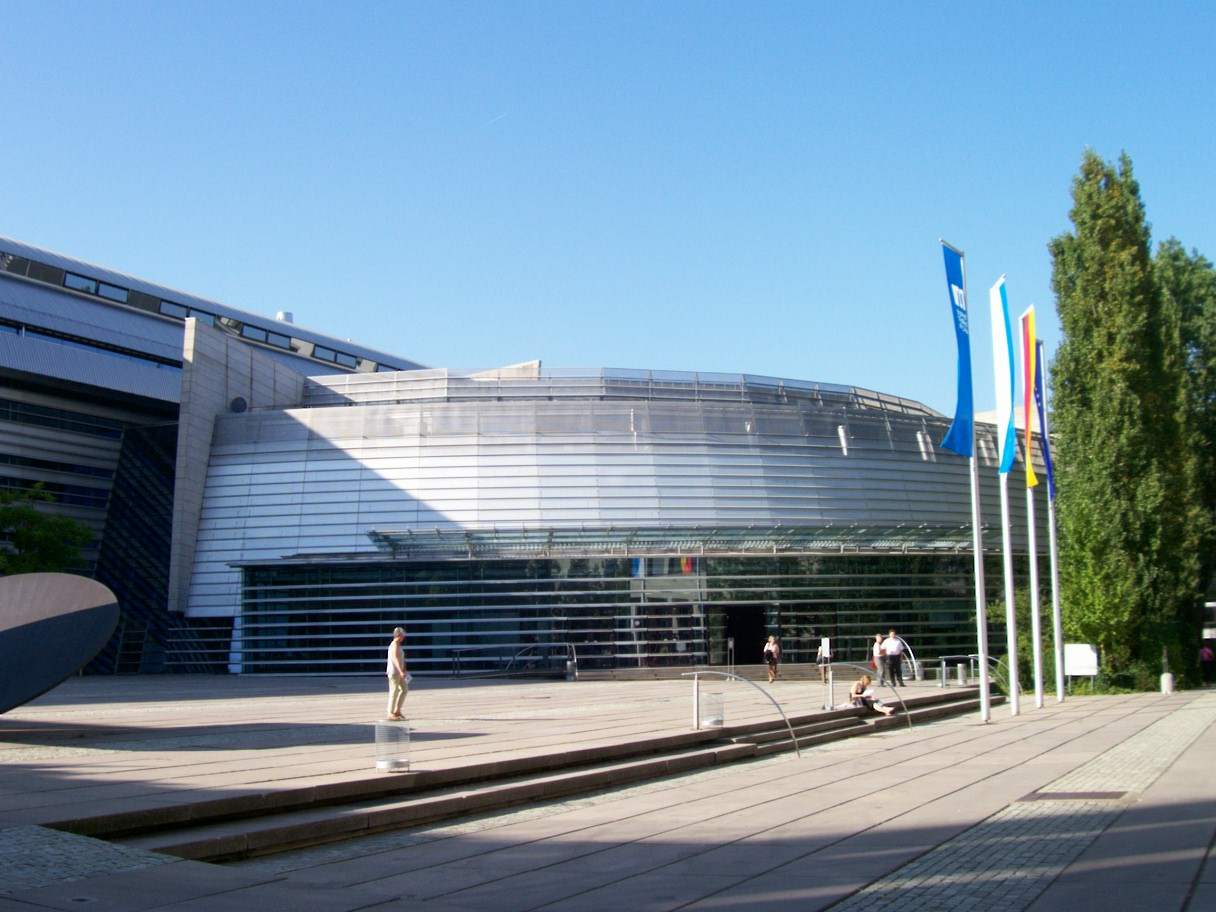
Amfiteatrul Werner-von-Siemens de la sediul central

Universitatea Tehnică din München dispune de trei campusuri. 
Sediul central al Universității Tehnice din München se află în zona centrală a orașului München.
În afară de München universitatea mai deține două campusuri. Unul dintre acestea este situat în Garching bei München, campus recent construit, iar celălalt se afla în Freising-Weihenstephan. 
Pe lânga acestea, Universitatea Tehnică din München deține un număr mare de alte clădiri în afara campusurilor mai sus menționate. Printre acestea se numără și Facultatea de Medicina a Clinicii La Dreapta de Isar, Centrul German Cardio din München și Clinica de Pediatrie München Schwabing.
În cadrul unei colaborări de tip Joint Venture cu Universitatea Națională din Singapore, Universitatea Tehnică din München a deschis o sucursală în Singapore. Așa numita TUM ASIA - German Institute of Science and Technology (GIST) a fost fondată în anul 2002. Mai târziu Universitatea Tehnică din München a încheiat un parteneriat și cu Universitatea Tehnică din Nanyang. Începând cu anul 2010 Universitatea Tehnică din München este membră în cadrul Campusului de Cercetare CREATE din Singapore prin proiectul Electromobility for Mega-Cities („Mobilitate electrică pentru Megaorașe”).

## Medaliați ai Premiului Nobel
Personalități care au studiat și/sau cercetat la Universitatea Tehnică din München și care au fost medaliați cu Premiul Nobel:
- 1927 Heinrich Otto Wieland, Chimie
- 1929 Thomas Mann (Student), Literatură
- 1930 Hans Fischer, Chimie
- 1961 Rudolf L. Mößbauer, Fizică
- 1964 Feodor Lynen, Medicină
- 1964 Konrad Emil Bloch, Medicină
- 1972 John Robert Schrieffer, Fizică
- 1973 Ernst Otto Fischer, Chimie
- 1985 Klaus von Klitzing, Fizică
- 1986 Ernst Ruska, Fizică
- 1987 Karl Alexander Müller, Fizică
- 1988 Johann Deisenhofer, Chimie
- 1988 Robert Huber, Chimie
- 1989 Wolfgang Paul, Fizică
- 1991 Erwin Neher, Medicină
- 2001 Wolfgang Ketterle, Fizică
- 2007 Gerhard Ertl, Chimie